# Motteville

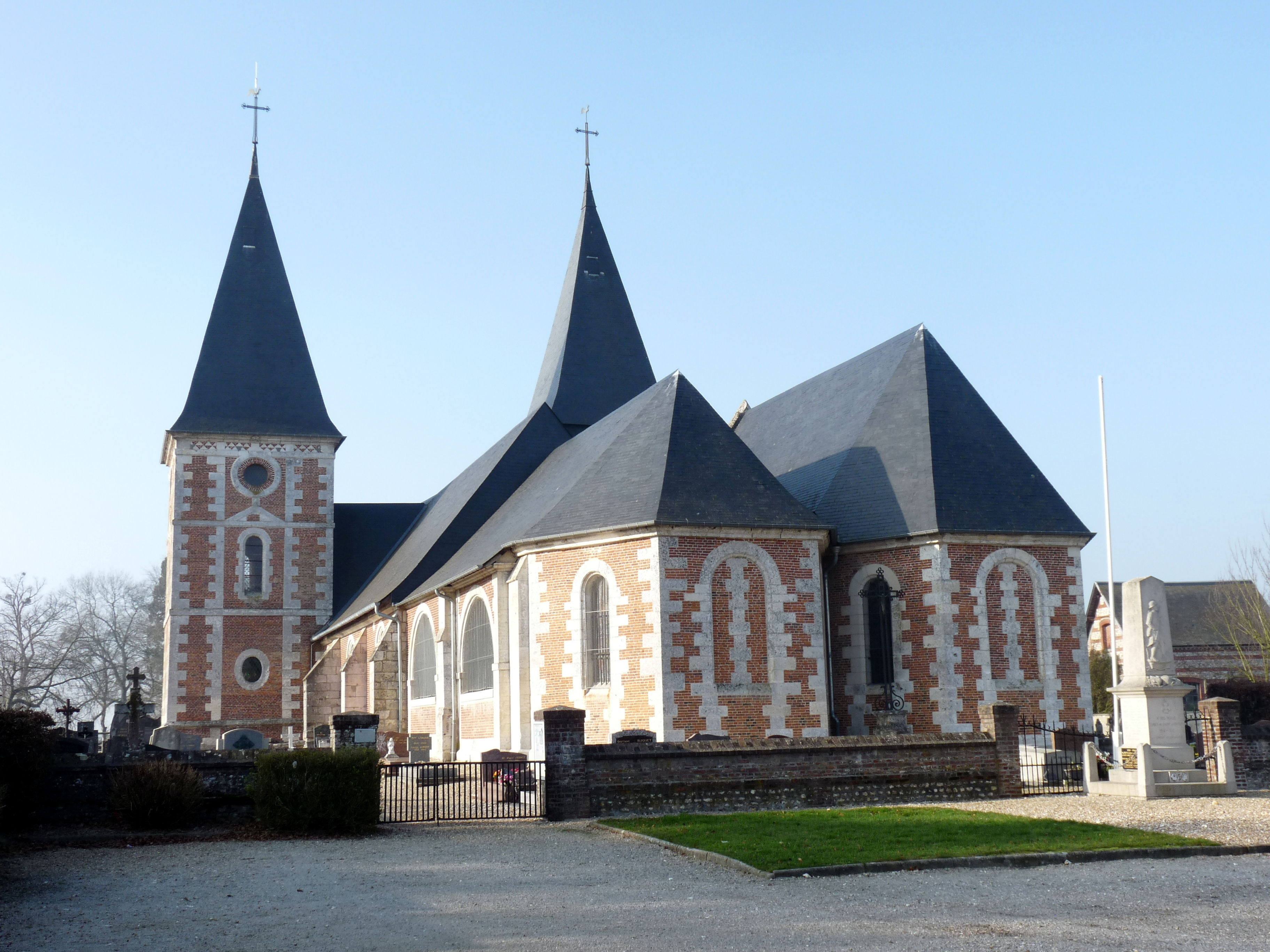
Kerk

Motteville is een gemeente in het Franse departement Seine-Maritime (regio Normandië) en telt 720 inwoners (2004). De plaats maakt deel uit van het arrondissement Rouen.

## Geografie
De oppervlakte van Motteville bedraagt 8,7 km², de bevolkingsdichtheid is 82,8 inwoners per km².

## Verkeer en vervoer
In de gemeente ligt spoorwegstation Motteville.
De onderstaande kaart toont de ligging van Motteville met de belangrijkste infrastructuur en aangrenzende gemeenten.

## Demografie
Onderstaande figuur toont het verloop van het inwonertal (bron: INSEE-tellingen).